# Touvre (rivière)
Pour les articles homonymes, voir Touvre (homonymie).
La Touvre est une rivière du Sud-Ouest de la France, fruit d'une importante résurgence. Rivière très courte aussi large à sa source qu'à son embouchure, elle est un affluent gauche de la Charente. Elle arrose le département de la Charente, dans la région Nouvelle-Aquitaine.

## Géographie

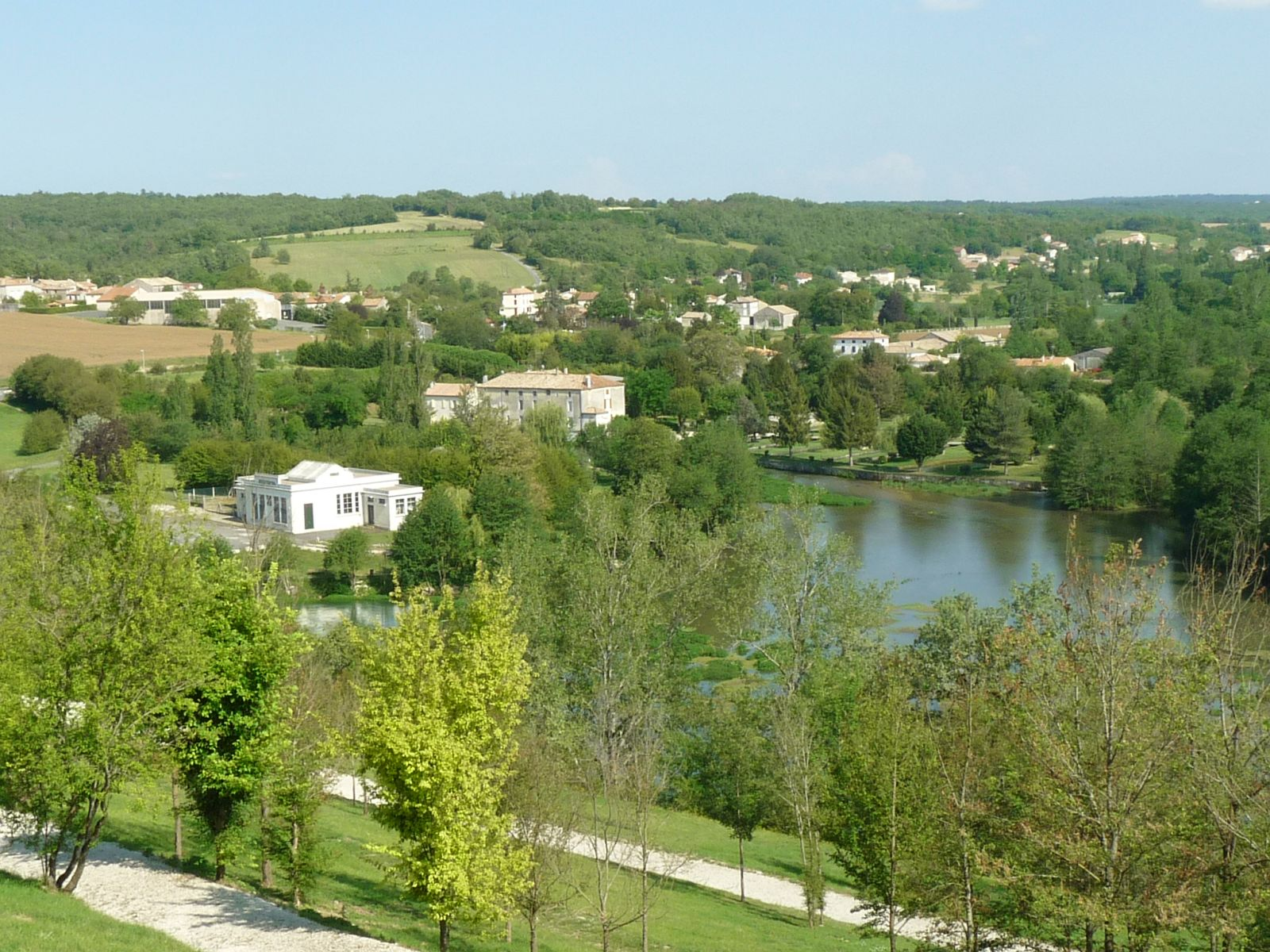
Les sources de la Touvre vues depuis l'église de Touvre.

Elle prend sa source dans la commune de Touvre (Charente). 
Le débit d'étiage de la Touvre (de juin à septembre), 10 m3/s mais très variable d'une année sur l'autre (de 4 à 15), est souvent supérieur à celui de la Charente, ce qui a permis à cette dernière d'être navigable en aval d'Angoulême en toutes saisons. Elle se jette dans la Charente (rive gauche) à Gond-Pontouvre en amont d'Angoulême. La Touvre est depuis sa source jusqu'à son embouchure entièrement dans l'agglomération d'Angoulême.
La température de l'eau est invariablement entre 8 et 12 °C . Les sources alimentent l'agglomération d'Angoulême en eau potable, et la rivière fait tourner de nombreuses usines : moulins, papeteries, fonderie de Ruelle.
La longueur de son cours n'est que de 11,7 km.

### Communes et cantons traversés

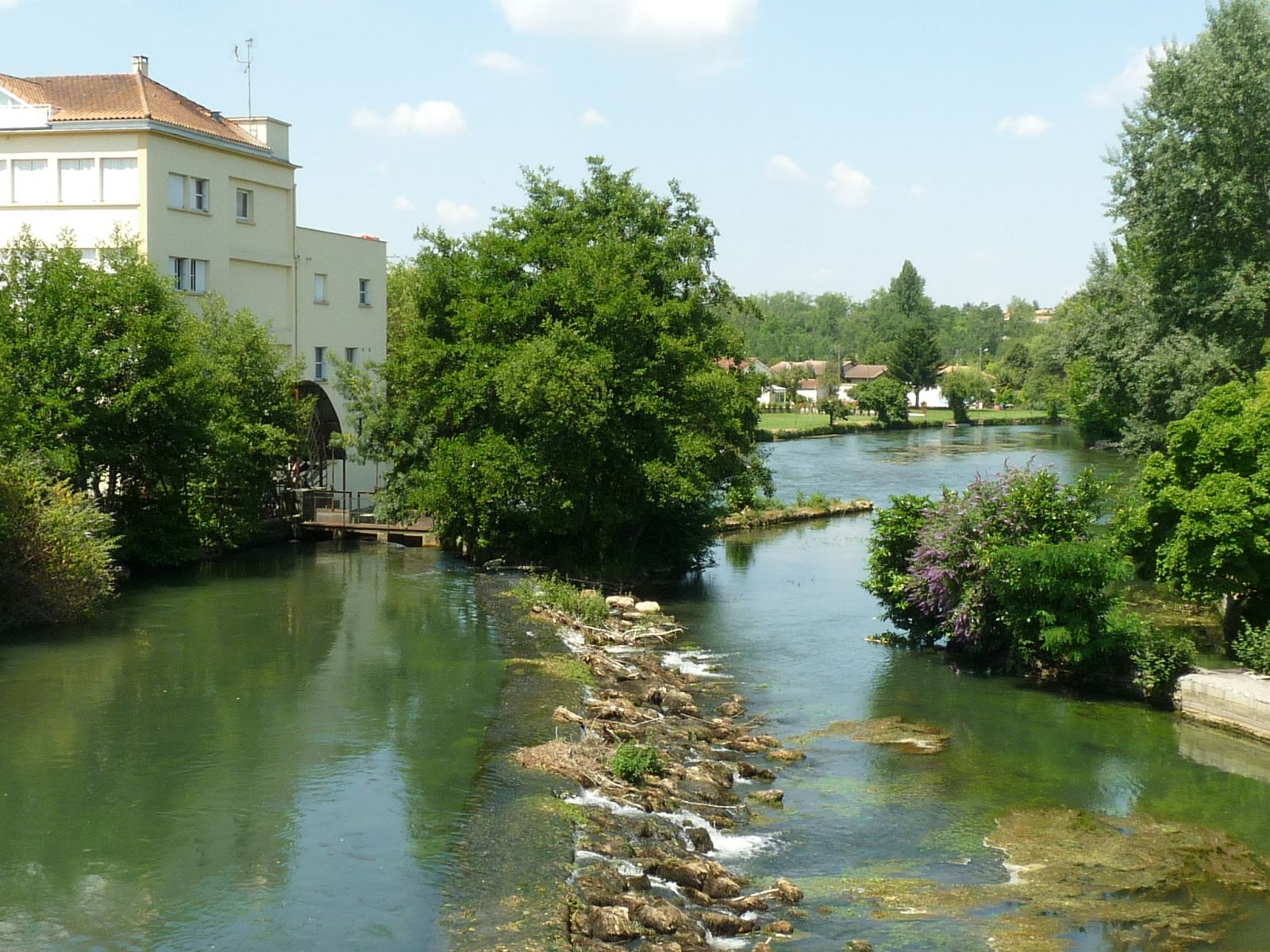
La Touvre au Pontouvre.

La Touvre traverse - dans l'ordre alphabétique - les communes de  Gond-Pontouvre, Magnac-sur-Touvre, Ruelle-sur-Touvre, Touvre.
Soit en termes de cantons, la Touvre arrose, d'amont en aval, les cantons de Ruelle, Soyaux et Gond-Pontouvre.

### Toponymes
La Touvre a donné son hydronyme aux quatre communes qu'elle traverse : Gond-Pontouvre, Magnac-sur-Touvre, Ruelle-sur-Touvre, Touvre.

## Affluents
La Touvre a aussi deux affluents référencés:
- le ruisseau de Viville, de 8,3 km, traversant les communes Champniers, Gond-Pontouvre et Ruelle-sur-Touvre[4].
- le ruisseau de Lunesse, de 2,9 km, traversant les communes d'Angoulême, Gond-Pontouvre et L'Isle-d'Espagnac[5].

Elle a aussi comme affluents, sur sa rive gauche :
- l'Échelle, traversant les communes de Dignac, Sers, Bouëx, Garat, Touvre
- le ruisseau de Bellevue sur les deux communes de Magnac-sur-Touvre et Touvre.
- le ruisseau de la Font-Noire, traversant les communes de Soyaux, l'Isle-d'Espagnac et Gond-Pontouvre

## Hydronymie
Le cours d'eau est mentionné sous la forme fl[uvium] Tolveram en 852 et Tolvera en 1001,,. Il est en outre indirectement attesté par la forme Tolveram en 1267, qui désigne à cette époque la paroisse homonyme de Touvre qu'arrose la rivière.
On peut reconnaître dans le second élément -vera, le mot gaulois ver- signifiant « eau, rivière » et que l'on retrouve en finale, phonétiquement analogue dans l'ancien nom de Saint-Lô, Briovera « pont sur la Vire ».
Le premier élément tol- est obscur, peut-être existait-il un mot gaulois à rapprocher du gaélique toll « boucle, méandre » et aussi « creux », et qui signifierait dans ce cas « gouffre », à cause de ses sources insondables. Ernest Nègre propose un mot gaulois *telo « source, cours d'eau » variante de telon. En effet, telon est reconnaissable dans de nombreux hydronymes : le Tholon (Tolonum en 886), le Toulon (Telonno au IVe siècle, apud Tolonum en 1180), etc., et *telo dans la Théols (fluvium Telum en 638, Thiou en 1270), peut-être aussi en Normandie dans le nom de la Touques (Tolca 1021/1025),.
La Touvre a donné son nom à la commune où sont situées ses sources.

## Histoire

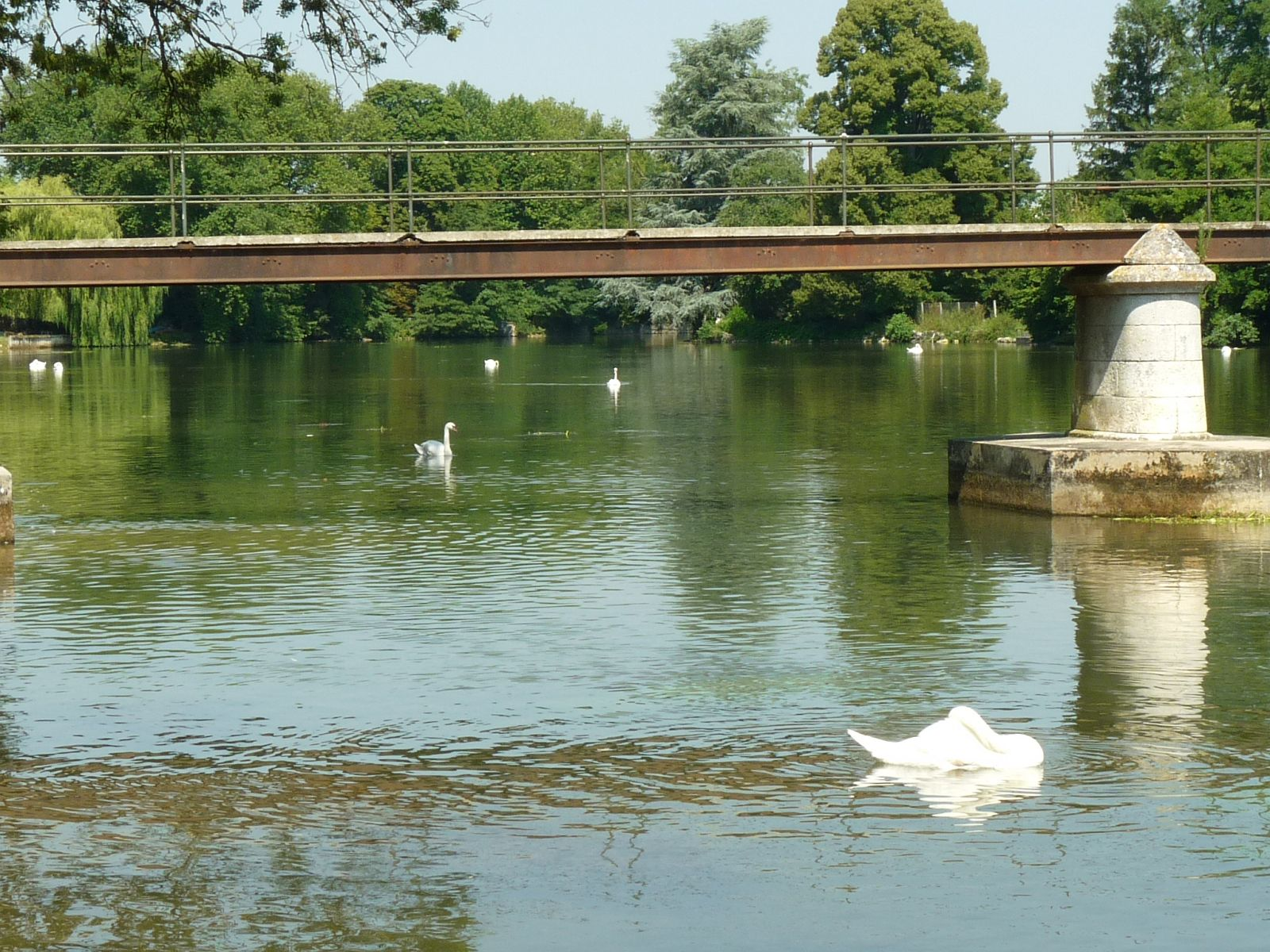
Cygnes entre Magnac et Ruelle.

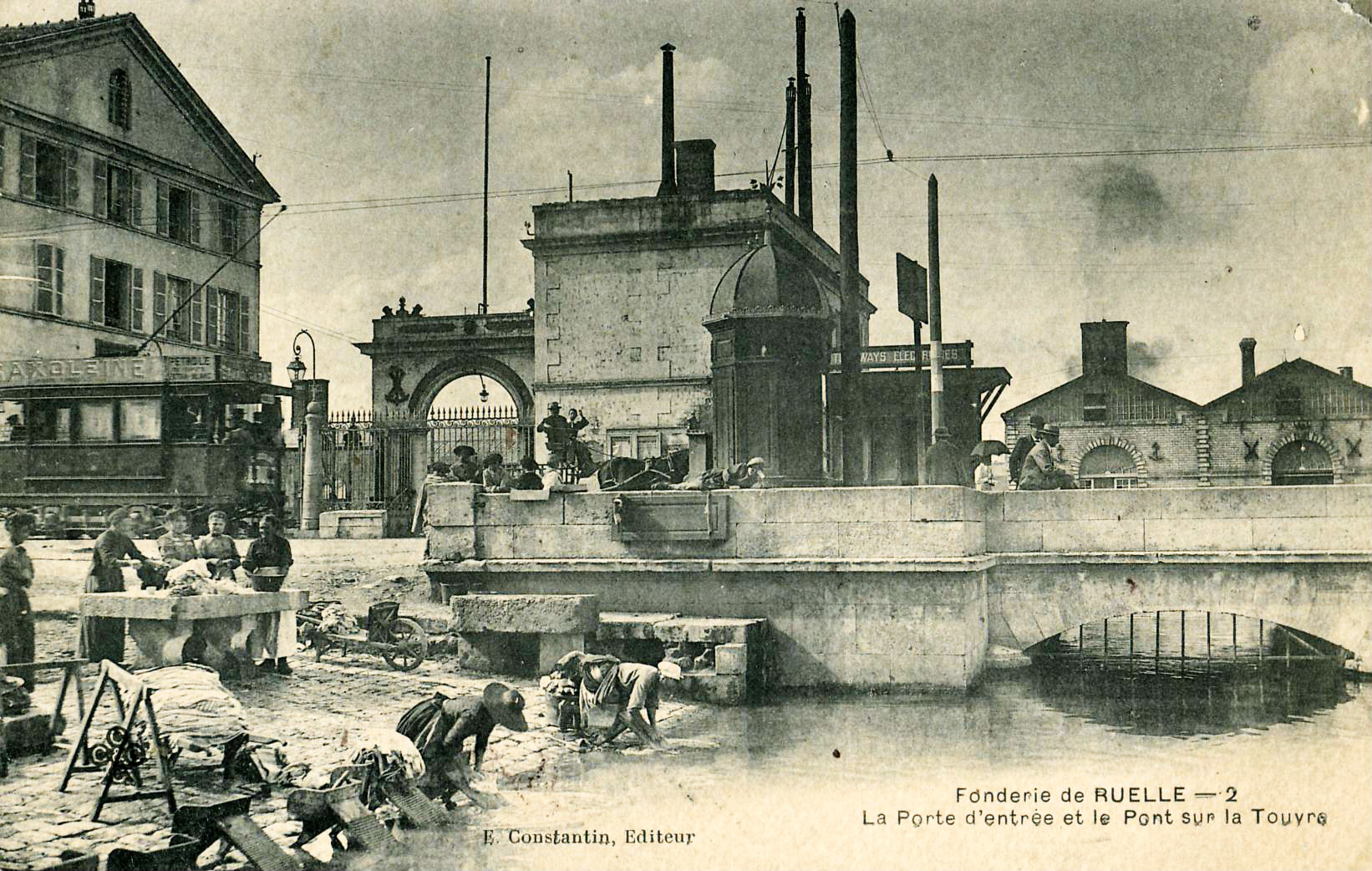
L'entrée de la fonderie de Ruelle et le pont sur la Touvre, vers 1903.

Le dicton à l'époque de François Ier disait que « La Touvre était pavée de truites, lardée d'anguilles, bordée d'écrevisses et couverte de cygnes » .
La Touvre a encore aujourd'hui de nombreuses truites et de nombreux cygnes.
De nombreux moulins parsemaient son cours, et la Touvre a joué un rôle dans l'industrie papetière de la région.
En 1753 fut créée la fonderie de canons de Ruelle sur les bords de la Touvre, en raison du débit assez régulier de cette rivière et de sa température basse grâce à ses sources, qui permettaient de traiter les métaux utilisés pour fabriquer les canons de la Marine royale. Il faut y ajouter aussi la proximité des matières premières, minerai et charbon de bois. Le fleuve Charente étant navigable à partir d'Angoulême, cela a permis d'acheminer les canons jusqu'au port militaire de Rochefort. Aujourd'hui, la fonderie de Ruelle est un site de Naval Group, expert européen du secteur de la défense navale.

## Hydrologie

### La Touvre à Gond-Pontouvre
Les débits mensuels ont été relevés depuis 1979 à 31 m d'altitude à Gond-Pontouvre station R2335050 (Foulpougne).

## Aménagements

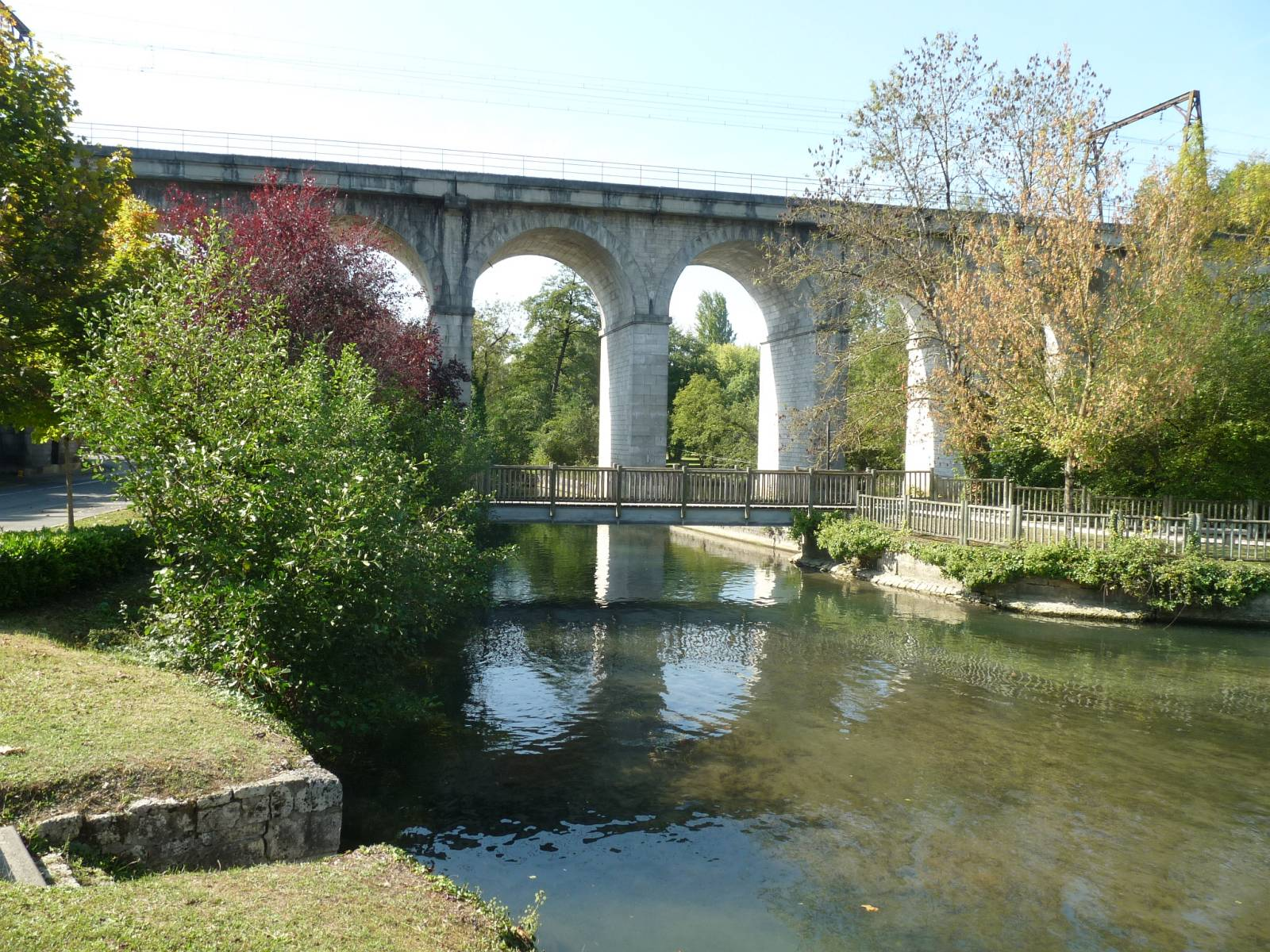
Le viaduc de Foulpougne à Gond-Pontouvre.

La Touvre a six stations qualité des eaux de surface installées :
- Touvre, aux sources
- Magnac-sur-Touvre (deux)
- Ruelle-sur-Touvre (une à Relette, l'autre en aval)
- Gond-Pontouvre[14]